# Pentachrysis
Pentachrysis is een geslacht van vliesvleugelige insecten van de familie Goudwespen (Chrysididae).

## Soorten
- P. amoena (Eversmann, 1857)
- P. goliath (Abeille de Perrin, 1878)